# Austrocroce mira
Austrocroce mira là một loài côn trùng trong họ Nemopteridae thuộc bộ Neuroptera. Loài này được McKeown miêu tả năm 1939.